# Abberode
Abberode è una frazione della città tedesca di Mansfeld, nella Sassonia-Anhalt.
Fino al marzo 2009 ha costituito un comune autonomo.
La prima menzione in un documento ufficiale risale al 966 con il nome di Abroden, in seguito il nome divenne Abterode. 
La torre campanaria è quanto rimane dell'antica chiesa medievale di Santo Stefano.
In località Tilkerode si trova un'antica miniera di minerali ferrosi, inizialmente a cielo aperto, dopo il 1835 iniziò lo scavo sotterraneo. Nel 1825 vi furono ritrovamenti di oro e selenio, lo sfruttamento dell'area è terminato negli anni '50. L'area mineraria è ora considerata bene culturale.